# Comuna Valea Danului, Argeș
Valea Danului este o comună în județul Argeș, Muntenia, România, formată din satele Bănicești, Bolculești, Borobănești, Valea Danului (reședința) și Vernești.

## Ambientul natural

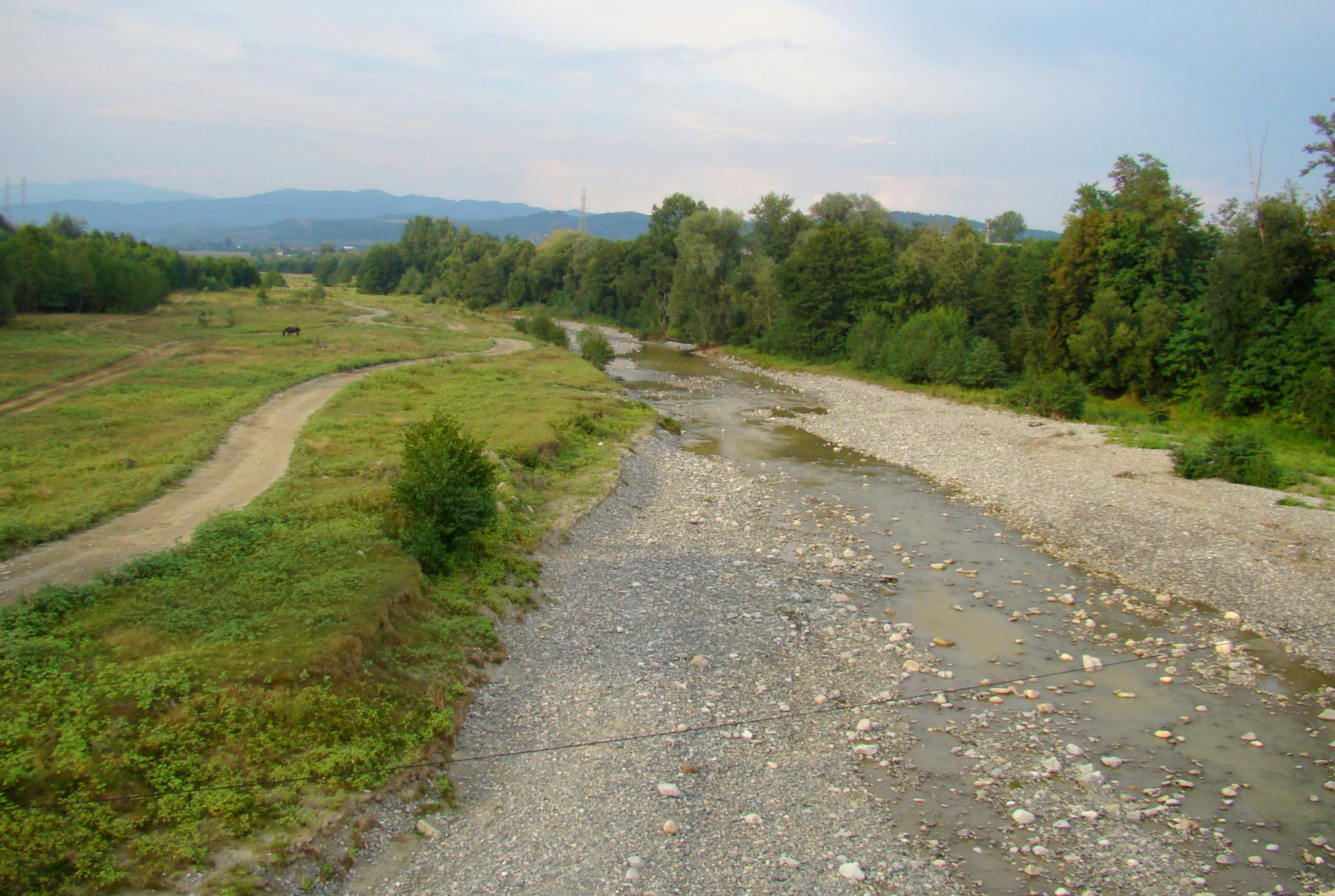
Râul Argeș la Valea Danului

Geografic vorbind, comuna Valea Danului se află în partea de nord-vest a județului Argeș, la o distanță de 7 km de orașul Curtea de Argeș și 44 km de Pitești, reședință de județ. Comuna este alcătuită din cinci sate: Valea Danului, Borobănești,Bănicești, Bolculești și Vernești.
Beneficiind de o așezare geografic relativ faborabilă, comuna Valea Danului și-a asigurat în timp dezvoltarea funcțiilor sale economice, sociale și culturale, valorificând cu deosebire pământul, fondul forestier, pășunile (locale și montane): munții Marginea și Clăbucet), precum și așezarea sa pe vechiul drum ce a legat și continuă să lege Muntenia de Transilvania, prin Sălătrucu - Boișoara - Câineni, precum și prin apropierea de orașul Curtea de Argeș, în jurul căruia gravitează din punct de vedere economic, politic și cultural.
Cu o suprafață de 31 kmp (3.136 ha) și o populație de 3111 locuitori, având ca vecini: la sud - orașul Curtea de Argeș, la est - comunele Valea Iașului și Albești, la nord - comuna Cepari și Tigveni, comuna Valea Danului începe din nord-vestul orașului Curtea de Argeș, peste râul Argeș (Prăvăleni) și continuă cu așezarea satelor mai ales pe partea dreaptă a Văii Danului, pe drumul vechi care duce la Sibiu, până în hotarul Șuicilor. În evoluția sa economică și sociodemografică, localitatea a beneficiat de condiții geografice favorabile, determinate de formele de relief variate (dealuri subcarpatice străbătute pe direcția nord-sud de fire de apă), de climă (caracteristică versanților adăpostiți), de rețeaua hidrografică, floră și faună, specifice zonei submontane.
Potrivit datelor meteorologice culese de stația din Curtea de Argeș, în acest perimetru climatic media anuală a temperaturii este cuprinsă între 10,5 gr și -2  grade C. În același perimetru, radiația școlară medie însumează, potrivit aceleiași surse, 100-115 kcal/cmp, durata zilelor cu temperaturi peste 0 grade C fiind de 293, iar a celor sub 0 grade C - de 72 de zile. Cantitatea medie anuală de precipitații este de 728,6 mm în arealul în care se situează și localitatea Valea Danului (media lunară cea mai mare fiind de 113 mm, în luna iunie, iar cea mai mică, 43,3 mm, în luna septembrie). Uneori, precipitațiile sunt și sub formă de averse. Primăvara și toamna sunt frecvente cețurile.
Referitor la rețeaua hidrografică, două canale colectoare, Valea Danului-Vernești și Valea Mare, adună apa celorlalte pâraie și a torenților pe care o deversează în râul Argeș, la ieșirea din comună, în partea de sud. Rețeaua hidrografică, apele subterane, dar mai ales structura geomorfologică provoacă alunecări de teren, de la cele superficiale, până la cele profunde (10-12 m), cu precădere pe „aliniamentul ulucului” depresionar Tigveni, Valea Danului, Valea Iașului 2), afectând suprafețe de 3-4 ha sau chiar mai mult, ceea ce a determinat luarea unor măsuri de protecție antierozională (împăduriri cu salcâm, consolidarea terenului prin injectarea laptelui de beton etc.), măsuri ce se impun în continuare.

## Istorie
Din epoca nouă a pietrei (neolitică) au fost găsite în mai multe locuri din comuna Valea Danului topoare, ciocane de piatră șlefuite, perforate, care au ajuns în colecțiile școlii din localitate. Aceste piese se încadrau în neoliticul mijlociu și cel târziu (cultura Gumelnița). Este epoca în care oamenii ce au supraviețuit în acest spațiu geografic au trecut de la o viață nomadă la una sedentară, alcătuind așezări stabile.Pe lângă culegerea fructelor, vânătoare și pescuit, oamenii din neolitic au început să practice și păstoritul, agricultura, meșteșugurile casnice.
În cea de-a doua perioadă a epocii fierului (la Tene), prezența geto-dacilor și aici, la Valea Danului, este dovedită de descoperiri arheologico-numismatice. Astfel, în anul 1931, cu prilejul săpării șanțului pentru fundația unei case din din satul Valea Danului, a ieșit la iveală un tezaur alcătuit din monede de argint (tetradrahme), emisiuni autohtone geto-dacice de tip Vârtej-București.
La sfârșitul secolului al XIX-lea, comuna făcea parte din plasa Argeșului a județului Argeș și era formată din satele Dealu Borobănești, Lerișani și Valea Danului, având în total 473 de locuitori. În comună funcționau o biserică și o școală. La acea dată, pe teritoriul actual al comunei mai funcționa în aceeași plasă și comuna Vernești, formată doar din satul de reședință cu 785 de locuitori; și aici funcționa o biserică. Anuarul Socec din 1925 consemnează desființarea comunei Vernești și includerea satului ei în comuna Valea Danului din aceeași plasă Argeș, comună care avea 2028 de locuitori în satele Bănicești, Bolculești, Borobănești, Ciurești, Herișani, Rădești și Vernești.
În 1950, comuna a fost transferată raionului Curtea de Argeș din regiunea Argeș. În 1968, a revenit la județul Argeș, reînființat; tot atunci, satele Ciurești, Herișani și Rădești au fost comasate pentru a forma satul Valea Danului.

## Monumente istorice

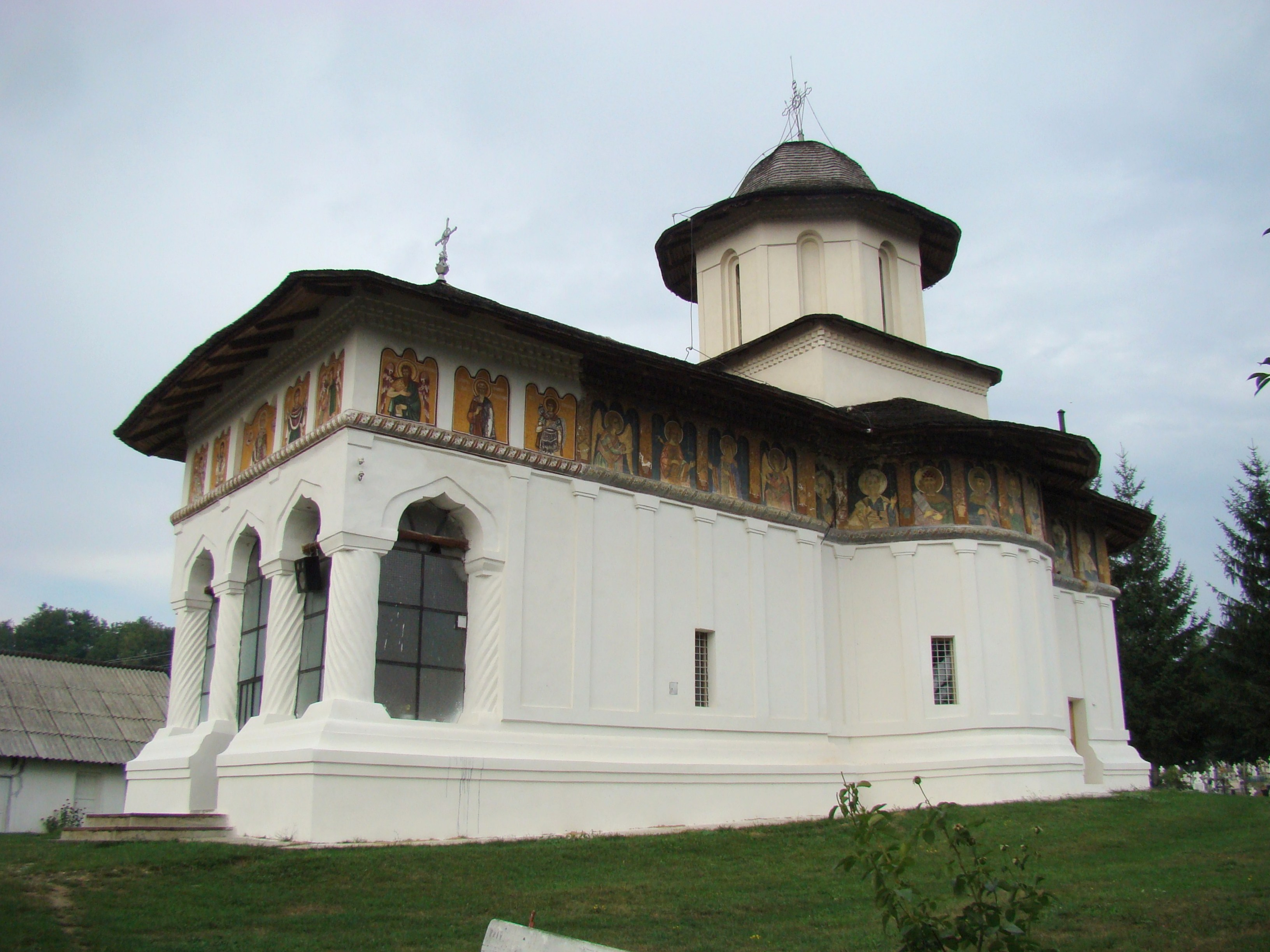
Biserica Ciurești din Valea Danului, monument istoric

Un singur obiectiv din comuna Valea Danului este inclus în lista monumentelor istorice din județul Argeș ca monument de interes local: monumentul istoric de arhitectură Ansamblul bisericii „Sf. Filofteia”, Sf. Nicolae" - Ciurești datând din 1811, ansamblu alcătuit din biserica propriu-zisă (1811), turnul clopotniță (1811) și zidul de incintă cu turnuri (1811).
Potrivit inscripției de pe o cărămidă, descoperită la biserica din Valea Danului și aflată în colecția Muzeului Județean Argeș, „Radu meșteru, Stoian meșteru 1809”, rezultă că la această dată deja începuse construirea lăcașului de cult din zid.
Trei lucruri atrag atenția asupra acestei biserici: 1) tâmpla de lemn care a aparținut în trecut Mănăstirii Argeșului; 2) rânduielile sau poruncile arhierești de pe pisania lăcașului; 3) biserica însăși, cu clopotnița-turn, pe care cercetătorul o consideră ca pe o „comoară pe lângă celelalte lucruri menționate”. Asupra tâmplei se ajunge la concluzia că a fost concepută pe vremea lui Șerban Cantacuzino, la 1682, când a fost renovată Biserica Episcopală de la Argeș. După cutremurul din 1802, primul episcop al Argeșului, Iosif, repară Mănăstirea, iar în 1812, când se face o nouă tâmplă, pe cea veche o aduce la ctitoria sa din Valea Danului, făcută împreună cu economul Meletie și târnosită la 1 octombrie 1811.  
„Sub influența literaturii populare, zugravii au înfățișat Botezul Domnului apărând din secolul al XVIII-lea și mai ales în icoanele portative cu sfărâmare zapisului, de care, de altfel, vorbește și cântarea religioasă. Cea mai veche reprezentare a semnării zapisului de Adam este dată de fresca exterioară de pe zidul de nord de la Biserica Voroneț și datează de la 1547. Pe cealaltă parte a steagului sunt zugrăvite chipurile Sf. Arhanghel Mihail și al Sf. Nicolae, de același zugrav Mincu”.  
Sub aspect arhitectonic, demne de menționat sunt și considerațiile pe care le face, în 1940, Grigore Ionescu privind biserica din Valea Danului, considerații publicate în lucrarea „Istoria orașului prin monumentele sale. Curtea de Argeș” și însoțite de fotografii făcute de arhitectul Alex Petit: „Croită în chip de mănăstire, ctitoria acestor doi evlavioși este așezată în mijlocul unei curți mari, înconjurată cu ziduri de piatră, și având la intrare un puternic turn-clopotniță. Golul intrării în curte este subliniat de o arcadă în plin centru, în mijlocul căreia se deschide poarta. Două aripi triunghiulare de zid, ca doi contraforți, acoperite, ca și clopotnița, cu șindrilă, proptesc fără nevoie, de o parte și de alta, zidul din fața turnului. Deasupra gangului boltit al intrării se găsește clopotnița propriu-zisă la care se ajunge printr-o scară închisă într-un turnuleț special, alipit pe fața dinsprre miazănoapte a turnului mare. Cu toată masivitatea ei, clopotnița nu-i lipsită de eleganță și originalitate. Biserica este de plan trilobat, cu turlă pe naos și pridvor, sprijinit pe patru stâlpi de cărămidă în fața pronaosului. Brâul tradițional care încinge clădirea pe la mijloc nu lipsește; împins mai către streașină, el subliniază planul de naștere a bolților, separând în același timp fațadele în două registre: unul înalt, în partea de jos, altul sub streașină, împărțit în panouri dreptunghiulare decorate cu picturi ale căror culori vii se detașează strident pe fondul alb al zidurilor”.

## Demografie
Componența etnică a comunei Valea Danului
     Români (93,26%)
     Alte etnii (6,74%)
Componența confesională a comunei Valea Danului
     Ortodocși (92,4%)
     Alte religii (0,57%)
     Necunoscută (7,03%)
Conform recensământului efectuat în 2021, populația comunei Valea Danului se ridică la 2.789 de locuitori, în scădere față de recensământul anterior din 2011, când fuseseră înregistrați 2.802 locuitori. Majoritatea locuitorilor sunt români (93,26%). Din punct de vedere confesional, majoritatea locuitorilor sunt ortodocși (92,4%), iar pentru 7,03% nu se cunoaște apartenența confesională.

## Politică și administrație
Comuna Valea Danului este administrată de un primar și un consiliu local compus din 11 consilieri. Primarul, Vasile Preda[*], de la Partidul Național Liberal, este în funcție din iunie 2017. Începând cu alegerile locale din 2024, consiliul local are următoarea componență pe partide politice:
|  | Partid                          | Consilieri | Componența Consiliului | Componența Consiliului | Componența Consiliului | Componența Consiliului | Componența Consiliului |
|  | ------------------------------- | ---------- | ---------------------- | ---------------------- | ---------------------- | ---------------------- | ---------------------- |
|  | Partidul Național Liberal       | 5          |                        |                        |                        |                        |                        |
|  | Partidul Social Democrat        | 4          |                        |                        |                        |                        |                        |
|  | Alianța pentru Unirea Românilor | 2          |                        |                        |                        |                        |                        |

## Infrastructura comunei Valea Danului
Comuna Valea Danului este traversată de următoarele drumuri:
- D.J. 703H, Curtea de Argeș-Cepari, asfaltat (cunoscut în vechime ca Plaiul Oii).
- D.L. 239 Valea Danului - Blaj, pietruit pe o lungime de 2,5 km.
- D.C. 253, Valea Danului-Dobroțu, pietruit;
- D.C. Vernești-Bolculești, pietruit pe o distanță de 3 km, în anul 2000, iar în 2006 s-a s-a început asfaltarea lui.

Au mai fost modernizate (pietruite) următoarele drumuri: Bănicești - 1,5 km, Ciurești - 2,5 km, Rădești -  0,9 km, Luncă - 1 km.
În perioada 2000-2006 au fost construite 5 podețe peste pârâul Valea Danului. În aceeași perioadă s-a introdus rețeaua de apă potabilă pe o lungime de 5 km și extinderea va fi continuată până la Vernești.
Rețeaua electrică se întinde pe o lungime de 36 km iar transportul este asigurat, circulându-se cu maxi-taxi. Comunicațiile telefonice sunt asigurate de cele peste 400 de telefoane mobile (Vodafone, Orange, Telekom) cu o relativ bună acoperire, asigurată de antenele montane din Vârful Ogrăzii din Vernești. 
Cele două școli, construite la Valea Danului și Vernești în perioada 1959-1962, se află într-o stare bună, ca și căminul cultural, construit în 1956, prin contribuție voluntară. La nivel de comună funcționează o bibliotecă numărând 11.000 de volume, înființată în 1956. În cadrul căminului cultural se desfășoară activitățile culturale și nunți, existând și un club de tineret.